# Monster Truck Madness 2
Monster Truck Madness 2 és un videojoc de curses amb monster truck desenvolupat per Terminal Reality i publicat per Microsoft per a PC (Windows 95/NT) el 1998.
És una seqüela de Monster Truck Madness per a la mateixa plataforma i un dels primers jocs de carreres amb un mode multijugador en línia. El joc en línia estava disponible a la zona de MSN Gaming fins a principis de 2006.
El joc va ser portat a la Nintendo 64 el 1999 per Edge of Reality. Va ser co-publicat amb Rockstar Games i alliberat com a Monster Truck Madness 64.
El joc és conegut per tenir els noms més importants en carreres de monster truck com Bigfoot, Grave Digger i Carolina Crusher, així com WrestleTrucks —camions sota la marca WCW.

## Resum
Aquesta seqüela ofereix gràfics millorats, una interfície actualitzada, nous camions i pistes i l'addició de condicions meteorològiques variables si es compara amb lel seu predecessor. No obstant això, el motor del joc és essencialment el mateix, i la majoria de camions i pistes personalitzades són compatibles amb els dos jocs. El joc conté actius dels jocs antics de TRI, com Hellbender i CART Precision Racing.
El "Summit Rumble" només es podia jugar si el jugador volia competir en línia. Una vegada més, "Army" Armstrong proporciona comentaris sobre el joc. No obstant això, les seves crides a la cursa s'han actualitzat i s'han afegit de noves. Igual que el seu predecessor, conté un camió inaccessible, "Chuck's Car" (un Chevrolet Camaro). Es va voler desbloquejar escrivint "CHUCK" en una cursa. El joc encara mostra aquest missatge quan s'escriu: "Restart the game to drive Chuck's Car." Tanmateix, si un reinicia el joc, no hi és.
El CD d'instal·lació del Force Feedback de Microsoft Sidewinder també conté el joc.
Els sistemes de muntatge de fitxers del joc permeten afegir (o eliminar) pistes i camions personalitzats al joc amb diferents editors.

## Monster Truck Madness 64
Monster Truck Madness 64 és un port de Nintendo 64 de Monster Truck Madness 2 publicat per Rockstar Games. Va ser llançat el 1999. Va rebre publicitat en el World Championship Wrestling i compta amb camions dissenyats dels lluitadors de la WCW. A més, un anunci comercial va presentar el lluitador de WCW Kevin Nash.

## Rebuda
GameSpot va dir per a la PC: "Els dissenyadors van reconèixer amb prudència que la subtilesa de les carreres de camions monstre va cridar pel matís afegit que només podia atorgar un vincle professional de lluita lliure". GameSpot també va valorar el joc 7.4 (bo).
Next Generation va revisar la versió del PC, classificant-la amb tres estrelles de cinc, i va afirmar que "En general, aquesta nova versió és una millora definitiva."